# María de Camporredondo
María de Camporredondo (Almagro, 13 de enero de 1694-Ibid., 4 de julio de 1759) fue una filósofa manchega del siglo XVIII que escribió un tratado filosófico didáctico con el objetivo de democratizar el acceso a la educación a mujeres, niños y clases desfavorecidas.

## Biografía
Camporredondo nació en Almagro (Ciudad Real) a finales del siglo XVII. Pertenecía a la clase alta de Almagro. En 1724 se casó con su tío, Manuel del Camporredondo, escribano de la localidad, con el que tuvo tres hijos.
Camporredondo escribió en su juventud el Tratado philosóphico-poético escótico (Tratado filosófico-poético exótico) escrito en seguidillas para enseñar filosofía a mujeres, niños y otros sectores desfavorecidos sin acceso a la educación. Las seguidillas eran estrofas de origen popular de cuatro versos de rima asonante en los versos pares. Es una obra pionera, en una época donde las mujeres tenían prácticamente vetado el acceso a la educación. La obra, sin embargo, no fue publicada hasta dos años antes de su muerte, en 1757. Así lo explicaba la filósofa en la dedicatoria don Fernando de Spinola, duque de Sesto.
Este hijo que concebí en mi mocedad le doy a luz en mi vejez: todo es pies, y assi, corre gustoso desde Almagro, mi Patria, a esa Corte de Madrid para ponerse a las plantas de V.Exc. Si en algo fuese de su agrado, dele lugar en su pecho, y no quedará desvalido.
En el siglo XVIII, numerosas escritoras estuvieron vinculadas a círculos intelectuales y de poder, aunque su presencia fue más reducida a mediados de siglo. Sin embargo, la actividad literaria femenina aumentó progresivamente en las últimas décadas. Además de María de Camporredondo destacan figuras como María Francisca de Sales, condesa de Montijo; Rita de Barrenechea, condesa del Carpio; María Rosa de Gálvez; Cayetana de La Cerda, condesa de Lalaing; María  Rosario Romero Masegosa; Margarita Hickey y Ana de San Jerónimo, entre otras.
Pese a ello, son limitadas las obras de las décadas centrales del siglo XVIII que han perdurado. Destacan la actividad de la marquesa de Sarria al frente de la Academia del Buen Gusto (1749-1751), la comedia El esclavo de su amor y el ofendido vengado (1750) de María Antonia de Blancas, el sainete Las mujeres solas (1757) de Mariana Cabañas y el Tratado philosóphico-poético escótico (1757) de María de Camporredondo.
Camporredondo murió en 1759 y fue sepultada en la iglesia de San Bartolomé el Viejo en Almagro.

### Tratado philosóphico-poético escótico
Escrito durante su juventud, pero publicado en su vejez, en 1758, el Tratado es una obra filosófica y poética que invita a reflexionar siguiendo la forma de las seguidillas. Fusiona lo escrito y lo oral a través de sentencias breves, sencillas y con rima, imitando el estilo manchego propio de estas composiciones. Su principal objetivo era acercar la filosofía a través del entretenimiento, utilizando una de las composiciones, las seguidillas, más representativas de la cultura popular de la época.
El hecho de haber empleado la seguidilla como estructura compositiva ha llevado a algunos estudios a clasificarla como mera poesía, relegando su producción al ámbito popular y desvinculándola de la reflexión filosófica, clasificándola de coplera dentro de las «poetisas posbarrocas». También fue tratada de novadora y superficial, sin tener en cuenta que la seguidilla era el método empleado en la época para aprender otro tipo de temas, como los religiosos.
El Tratado utiliza el ocio como método didáctico para enseñar filosofía a personas que no tienen acceso a la educación, con un claro objetivo pedagógico y democratizador. La propia Camporredondo explicaba en el libro que pretendía hacer «gustoso lo desabrido del estudio». En la obra se tratan, además de filosofía, temas científicos como terremotos, meteoritos, piedras y metales preciosos.
La obra también traza nuevas perspectivas sobre la relación entre la mujer y la filosofía en el siglo XVIII, así como el papel femenino en la Ilustración. La mujer no era un tema central para la mayoría de los filósofos de la época. Pocos hombres defendían los derechos femeninos, aunque ilustrados como Jerónimo Feijoo contribuyeron significativamente a la igualdad.